# Xia Kong Jia
Kong Jia was volgens de traditionele Chinese historiografie de veertiende heerser van de Xia-dynastie. Hij was een neef van Jin, de dertiende heerser van de dynastie en de zoon van Bu Jiang, de elfde heerser van de dynastie. Hiermee was de opvolging weer teruggebracht tot de oorspronkelijke afstammingslijn. Zijn naam had twee lettergrepen en week daarmee af van de namen van (bijna) alle andere koningen uit de Xia-dynastie, die steeds namen van één lettergreep hadden. Volgens de Bamboe-annalen regeerde hij 9 jaar. Zijn residentie Xihe lag aan de oever van de Gele Rivier. Hij werd opgevolgd door zijn zoon Gao.

## Geesten en demonen

### De traditionele historiografie
Zowel de Bamboe-annalen als de Shiji vermelden dat hij 'demonen en geesten' (gui shen, 鬼神) diende. Daardoor had hij verdorven zeden, leefde op de rand van wanorde en bracht zo het voortbestaan van de dynastie in gevaar. Met Kong Jia begon dan ook de vermindering van het aanzien van de Xia-dynastie. De vazallen begonnen zich los te maken van de koning.
Volgens de sinologe Anne Birrell kreeg Kong Jia in de bronnen een slechte naam, omdat zijn regering zich aan het einde van de Xia-dynastie bevond. Hij was de overgrootvader van Jie, de verdorven laatste heerser van de Xia.

### Een interpretatie
De naam Kong Jia is op dezelfde wijze opgebouwd als die van de latere Shang-vorsten. De eigenlijke naam Kong (孔) werd gevolgd door de dagaanduiding Jia (甲). Jia is de eerste hemelse stam en diende als aanduiding van de eerste dag van de tiendaagse 'week'. Volgens de Duitse sinoloog Herbert Franke was deze koning mogelijk een aanhanger van de Shang religie, die volgens hem sterke sjamanistische en orgiastische kenmerken had. Als deze theorie juist is, zou dat betekenen dat Xia en Shang (een tijdlang?) naast elkaar hebben bestaan.

## Draken

### De mythe
In de Shiji, juan 2, de 'Annalen van de Xia' (Xia benji, 夏本紀) staat een duistere passage over Kong Jia:

De hemel zond twee draken, een mannelijke en een vrouwelijke. Het lukte Koning Kong Jia niet ze te laten eten. Hij had nog geen hulp van de clan van de 'grootbrengers van draken' (Huanlong, 豢龍) ontvangen. Een zekere Liu Lei (劉嫘?), afkomstig van de Taotang (陶唐) leerde van de Huanlong het temmen van draken. Hij kwam in dienst van koning Kong Jia, die hem de titel 'Drakentemmer' (Yulong, 御龍) verleende en hem de heerschappij over de afstammelingen van de Shiwei(豕韋)-clan schonk. Toen de vrouwtjesdraak stierf werd zij opgediend aan de Xiahou (夏后, de heerser van de Xia). Hij at haar op. Toen de koning vervolgens een functionaris stuurde om uit te zoeken wat er was gebeurd, vluchtte Liu Wei naar een ander deel van de wereld uit angst om te worden gestraft. 
Vertaling: William H. Nienhauser, The Grand scribe's Records, volume 1, The Hsia, Basic Annals Two, p.37-38; Anne Birrell, Chinese mythology, p.60-61.

### Mogelijke duidingen
Volgens Anne Birrell werd met Taotang (陶唐) de tijd van keizer Yao bedoeld. Hij was een van de Vijf Oerkeizers. De passage uit de Shiji is een beschrijving van de traditie dat sinds de tijd van Yao 'drakentemmers' hoge functionarissen waren. Sommige titels van drakentemmers (zoals 'de Meester die draken fokt') lijken aan te geven dat het daarbij om een beroep ging.
Volgens de Amerikaanse sinologe Sarah Allan was de overlevering in de Shiji een restant van een Shang-mythe. Volgens de Shang waren draken waterdieren, zij werden door hen geassocieerd met de Xia. Het eten van de draak door de koning van de Xia betekende in feite het eten van een soortgenoot. Net als bij mythe van de tien zonnen die staat vermeld bij koning Jin, de voorganger van Kong Jia, werd op die manier symbolisch het verval van de Xia aangegeven.